# Villers-Pol
Villers-Pol es una comuna francesa situada en el departamento del Norte, en la región de Alta Francia.

## Demografía
| 1137 | 1098 | 1036 | 1214 | 1256 | 1254 | 1262 |
| Para los censos de 1962 a 1999 la población legal corresponde a la población sin duplicidades (Fuente: INSEE [Consultar]) |      |      |      |      |      |      |